# Філіпівка (Озерський міський округ)
Філіпівка (рос. Филипповка) — селище Озерського міського округу, Калінінградської області Росії. Входить до складу Новостроєвського сільського поселення.
Населення —  7 осіб (2015 рік). 

## Населення
| 2002 | 2010 |
| ---- | ---- |
| 10   | ↘7   |